# فدراسیون دانشجویان هزاره
فدراسیون دانشجویان هزاره با کوته‌نوشت (HSF)، (اردو: هزاره اسٹوڈنٹ فیڈریشن) سازمانی سیاسی در پاکستان است که از خانواده‌های مردمان هزاره عضو می‌گیرد و در سال ۱۹۷۴ توسط حسین‌علی یوسفی تاسیس شد؛ او خود اولین رئیس این فدراسیون بود.